# Calle San Juan (Tucumán)
La Calle Provincia de San Juan es una calle de San Miguel de Tucumán, Tucumán, Argentina. Se extiende desde Avenida Avellaneda hasta Camino del Perú, en el límite con Yerba Buena.

## Historia
La calle fue creada originalmente con el trazado colonial original de la ciudad en 1685, extendiéndose a su actual extensión con el ensanche de la traza urbana en 1887. Durante el siglo XX se asentaron comercios y residencias como la Casa Apás, el Bar El Empuje o la casona de Evaristo Servici y Amelia Benci. Esta casa se transformaría luego en la primera sucursal de McDonald's en el Norte Argentino abierta en 1999.
Con la llegada del Ferrocarril Central Córdoba en 1876 a Tucumán, se clausuró el tramo de calle San Juan entre Marco Avellaneda y Suipacha. En 1925 este tramo fue abierto para la circulación vehicular tras un fallo de la Corte Suprema de la Nación en 1920 a favor de la apertura de la calle. La calle fue testigo de acontecimientos históricos en la provincia como el Tucumanazo.

## Sitios de interés
A lo largo de esta calle se desarrollan varios lugares de interés y emblemáticos:
- Sanatorio 9 de julio
- Instituto 9 de julio
- Sociedad Francesa de Tucumán
- Colegio Tulio Fernández
- Escuela Técnica N.º 5